# Шан Ян
Шан Ян (кит. 商鞅, пін. Shāng Yāng; інші імена: Вей Ян кит. 衛鞅, пін. Wèi Yāng, Шан-цзюнь кит. 商君, пін. Shāng jūn, Ґунсунь Ян кит. 公孫鞅, пін. Gōngsūn Yāng) 390 до н. е. — 338 до н. е.,  — державний діяч доби Чжаньго, видатний китайський мислитель, політик, реформатор, один з основоположників суспільно-політичного учення фа цзя (легізму).

## Біографія
З давніх джерел відомо, що Шан Ян з'явився на світ у збіднілій аристократичній родині у державі Вей. Він належав до роду Гунсунь (буквально «внук гуна») та був княжичем, позашлюбним сином правителя цієї держави. Служив чжуншуцзи (дещо вище секретаря) у свиті вищого сановника Гун Шуцзо своєї рідної Вейської держави. Вочевидь здобутий початковий управлінський досвід суттєво допоміг розкрити повноцінно талант управлінця у період перебування у державі Цінь. У біографії, яку подає Сима Цянь, Гун Шуцзо характеризує його як «розумного». У 361 р. до н. е. вступив на службу до правителя держави Цінь Сяо-ґуна (秦孝公, Qin Xiao gong). Сяо-ґун призначив Шан Яна цзошучжаном [10-й ранг у 18-розрядній шкалі Цінь] і, врешті-решт, розпорядився зайнятися йому переглядом законів. Згодом став керівником цивільної і військової адміністрації держави Цінь, де прослужив впродовж понад двох десятків років. У декілька етапів провів низку важливих реформ, спрямованих на зміцнення влади правителя, придушення родової аристократії, зміцнення позицій землевласників. Реформи в аграрній сфері, які запровадив Шан Ян, були пов'язані, перш за все із наступом держави на права громади. За заслуги та перемогу над «запеклим ворогом Цінь» — державою Вей, отримав у подарунок 15 поселень у місцевості Шан та титул «цзюнь». Відтоді і донині в історичній літературі згадується як Правитель Шан — «Шан цзюнь». У правління наступного володаря Цінь (сина Сяо ґуна), Хуейвень цзюня (惠文君, Hui Wen jun, King Huiwen of Qin), був звинувачений у державній зраді і жорстко страчений. Його тіло розірвали колісницями — найстрашніший вид покарання, який практикувався у Стародавньому Китаї — «страта за допомогою п'яти коней, розривання засудженого на частини» (кит. 五馬分屍, пін. wǔ mǎ fēn shī). Не відомо джерел, які напряму підтверджують складні відносини між Шан Яном і тогочасною управлінською верхівкою.

## Основні положення теорії Шан Яна
Вчення Шан Яна викладено у політичному трактаті «Шан-цзюнь шу» 商君書 («Книга Шан цзюня»), який містить як ранні тексти що можливо належали Шан Янові, так і пізніші додання від його послідовників. Шан Ян розумів сутність того, що порядок у державі досягається законами, вмілою адміністрацією, довірливим ставленням влади і мешканців, встановленням належної комунікації. Своє бачення реформ у державі Цінь виклав у низці ключових концептів, які реалізував на практиці:
1. Найбільшу цінність для держави має армія (військова потуга держави) і заготівля зерна (наскрізний термін «І» (壹, yi, «Єдине», зосередження на єдиному), суть якого зводилася до того, що «держава досягає процвітання двома шляхами [за допомогою двох засобів]: землеробства і війни»).
2. Виробництво (зерна), а не торгівля, стали основою економіки держави Цінь. Основу економіки формували особи, які працювали на землі і сплачували податки. Саме тому політика держави мала бути направлена на збільшення кількості оброблюваної землі, а відтак податкових надходжень і ресурсу для військових операцій. Головний акцент на обробітку пустуючих земель (указ про «культивування трави» (цілинних земель) (垦草, ken cao)). З цією метою було реалізовано політику заохочення переселення людей у Цінь з сусідніх держав (Хань, Вей, Чжао), «де землі мало, а населення багато» з метою збільшення трудових ресурсів.
3. Перерозподіл землі і наділення нею прямого виробника.
4. Створення кадастру платників податків.
5. Запроваджувався єдиний зерновий податок.
6. Наука і традиції непотрібні.
7. Цінність людини не в її походженні, а в заслугах.
8. Усі є рівними перед законом. Шан Ян наголошував, що ніхто не має права порушувати закон навіть за великі заслуги в минулому. Закон найважливіший і всі зобов'язанні його дотримуватися та виявляти його порушників.
9. Доноси є можливістю запобігати злочину.
10. Кругова порука, колективна відповідальність за злочини.
11. Населення об'єднувалося у п'ятидвірки і десятидвірки. Реформатор Шан Ян запропонував і вибудовував чітку суспільну організацію, яку можна було легко контролювати, адже вона була пов'язана напряму з обліком і веденням статистичних даних (формування списків платників податків).
12. Усунення противників реформ через виділення конкретного ворога — «паразита» (蝨, shi, дослівно «воша») і боротьба з ним. У текстах кількість цих супротивників «паразитів» має варіативну форму, зустрічається шість, десять, дванадцять. Така несталість є ознакою появи все нових викликів і загроз перебігу реформ, особливо на початковому етапі.
13. Запровадження 18-рангової системи знатності у державі.
14. Запровадження системи винагород і покарань.
15. Протидія спекуляції. Шан Ян свою політику у цій сфері вбачав у протидії і забороні скуповувати збіжжя за дешевими цінами.
16. Використання уніфікованих (єдиних) управлінських практик.
17. Запровадження єдиних стандартів мір і ваги.
18. Покращення транспортного сполучення шляхом розбудови мережі доріг.
19. Уніфікація адміністративного поділу держави. Формування чиновницько-бюрократичного апарату підзвітного правителю держави Цінь.

## Ставлення сучасників та нащадків
Шан Яна цитовано у декількох місцях трактату «Хань Фей-цзи», натякаючи на те, що у свій час його закони, разом із встановленнями Ґуаня Чжуна, були відомі у кожній родині держави. Про події, пов'язані з реформами Шан Яна, сповіщають китайські джерела різних типів. Це достатньо різноманітні з точки зору змісту, авторства, датування твори. Найціннішими із них, з огляду на фактологічну інформативність про реформи Шан Яна, які формують нашу групу наративних джерел, є праця «Ши цзі» (кит.: 尸子, «Книгя мудреця Ши») Ши Цзяо, одного з підлеглих і послідовників Шан Яна; науково-історична праця «Ши цзі» (кит.: 史記, «Історичні записи») Сима Цяня, історично-літературний збірник «Го юй» («Промови держав»), літопис китайської класичної літератури «Чжу шу цзі нянь» («Бамбукові аннали»), збірка різносюжетних матеріалів «Чжаньго це» («Плани воюючих держав»), енциклопедичний збірник «Люй ши чуньцю» («Аннали Люй Бувея»), реляції  чиновника ханьської династії Цзя І у вигляді «Го Цінь лунь» («Про недоліки Цінь») та інші.
До творів Шан Яна звертаються також Чао Цо (晁錯, Chao Cuo, бл. 200—154 до н. е.) та Дунфан Шо (東方朔, Dong Fangshuo, відомі роки діяльності 130-і до н. е.).
Критично був налаштований до діяльності реформатора конфуціанець за переконаннями Дун Чжуншу (董仲舒, Dong Zhongshu, 187—120, доба Хань).
У добу династії Тан до думок Яна із повагою звертається Вей Чжен (580—643).
За словами Су Ши 蘇軾 (1037—1101, дин. Сун), навіть «розмовляти про Шан Яна — соромно» (Dongpo quanji 東坡全集, 105:14).
Реформатор Ван Аньши (王安石, Wang Anshi, 1021—1086 рр., дин. Сун) з повагою ставився до практик Шан Яна. Навіть увіковічив його у своєму творі.
Зверталися до ідейної спадщини Шан Яна і у XX ст., зокрема Мао Цзедун (毛泽东, Mao Zedong, 1893—1976) — Голова КНР та очільник Китаю республіканського періоду Цзян Цзєши, більш відомий як Чан Кайши (蒋介石, Jiang Jieshi, 1887—1975).